# Javkajoča Jane
Javkajoča Jane (v izvirniku angleško Moaning Myrtle) je izmišljen lik iz serije fantazijskih romanov o Harryju Potterju britanske pisateljice J. K. Rowling. V knjigah je le bežno omenjena.
Bila je učenka na Bradavičarki, pripadala je domu Drznvraanu. Zaradi njenega grdega videza je bila tarča številnih žalitev. Še posebej jo je užalilo zmerjanje sošolke, zaradi katerega se je nekega dne zatekla na stranišče, v katerega pa je takrat vstopila ogromna kača Bazilisk, katerega pogled je ubijal. Baziliks je bila pošast Spolzgradovega potomca, ki je živela v dvorani skrivnosti. Bazilik je ubil tudi Javkajočo Jane. Njen duh naj bi po njeni smrti strašil na ženskem stranišču. Petdeset let po Janini smrti Baziliska premaga Harry Potter.